# Laelia orthra
Laelia orthra är en fjärilsart som beskrevs av Collenette 1936. Laelia orthra ingår i släktet Laelia och familjen tofsspinnare. Inga underarter finns listade i Catalogue of Life.